# Ventiquattro Storie
Le Ventiquattro Storie (zh 二十四史S, Èrshísì ShǐP) sono un insieme di classici della storiografia cinese che coprono il periodo storico dal 3000 a.C. alla dinastia Ming. L'insieme è costituito da 3213 volumi e circa 40 milioni di parole.

Viene considerato una fonte autorevole sulla storia e sulla cultura cinese, in particolare sulla letteratura, l'arte, la musica, la scienza, la storia militare, la geografia e l'etnografia.
Le cronache che fanno parte delle Ventiquattro Storie furono generalmente scritte nel corso della dinastia successiva a quella descritta, a partire da fonti autorevoli (es. atti ufficiali della Corte), con un lavoro di revisione, collazione ed organizzazione. Fu per primo il funzionario della dinastia Han (206 a.C.-220 d.C.) Sima Qian (145-86 a.C.) a stabilire molte delle convenzioni del genere ma la forma non fu fissata se non molto tempo dopo. A partire dalla dinastia Tang (618-907), ogni dinastia istituì un ufficio governativo con il compito di scrivere la storia della dinastia precedente, in parte per garantire il legame di continuità di ogni nuova dinastia con la tradizione più antica.

## Le Ventiquattro Storie
| N° | cinese (tradizionale e semplificato) | pinyin        | titolo                               | volumi | autore (fra parentesi, cinese tradizionale e semplificato) e data              | periodo trattato                                           |
| -- | ------------------------------------ | ------------- | ------------------------------------ | ------ | ------------------------------------------------------------------------------ | ---------------------------------------------------------- |
| 1  | 《史記 / 史记》                      | Shǐjì         | Memorie di uno storico               | 130    | compilato da Sīmǎ Tán (司馬談 / 司马谈) e Sīmǎ Qiān (司馬遷 / 司马迁), 91 a.C. | dall'Imperatore Giallo al 95 a.C.                          |
| 2  | 《漢書 / 汉书》                      | Hàn Shū       | Libro degli Han                      | 120    | compilato da Bān Gù (班固), 92                                                 | dal 206 a.C. al 24 a.C.                                    |
| 3  | 《後漢書 / 后汉书》                  | Hòu hàn shū   | Libro degli Han posteriori           | 120    | compilato da Fàn Yè (范曄 / 范晔) , 445                                        | 25 - 220 d.C.                                              |
| 4  | 《三國志 / 三国志》                  | Sān guó zhì   | Cronache dei Tre Regni               | 65     | compilate da Chén Shòu (陳壽 / 陈寿), 297                                      | Wèi (魏): 221 - 265; Shǔ (蜀) 221 - 264; Wú (吳) 222 - 280 |
| 5  | 《晉書 / 晋书》                      | Jìn shū       | Libro dei Jin                        | 130    | diretto da Fáng Xuánlíng (房玄齡) e altri, 648                                 | 265 - 419                                                  |
| 6  | 《宋書 / 宋书》                      | Sòng shū      | Libro dei Song                       | 100    | compilato da Chén Yuē (沈約), 492-493                                          | 420 - 478                                                  |
| 7  | 《南齊書 / 南齐书》                  | Nán qí shū    | Libro dei Qi meridionali             | 59     | compilato da Xiāo Zǐxiǎn (蕭子顯 / 萧子显), 537                                | 479 - 502                                                  |
| 8  | 《梁書 / 梁书》                      | Liáng shū     | Libro dei Liang                      | 56     | compilato da Yáo Chá (姚察) e Yáo Sīlián (姚思廉), 636                         | 502 - 556                                                  |
| 9  | 《陳書 / 陈书》                      | Chén Shū      | Libro dei Chen                       | 36     | compilato da Yáo Chá (姚察) e Yáo Sīlián (姚思廉), 636                         | 557 - 589                                                  |
| 10 | 《魏書 / 魏书》                      | Wèi Shū       | Libro degli Wei                      | 130    | compilato da Wèi Shōu (魏收), 554                                              | 386 - 550                                                  |
| 11 | 《北齊書 / 北齐书》                  | Běi Qí Shū    | Libro dei Qi settentrionali          | 50     | Compilato da Lǐ Délín (李徳林) et Lǐ Bǎiyào (李百藥 / 李百药), 636             | 550 - 577                                                  |
| 12 | 《北周書 / 北周书》                  | Běi Zhōu Shū  | Libro degli Zhou                     | 50     | diretto da Lìnghú Défēn (令狐德棻), 636                                        | 557 - 581                                                  |
| 13 | 《隋書 / 隋书》                      | Suí Shū       | Libro dei Sui                        | 85     | diretto da Wèi Zhēng (魏徵), 636                                               | 581 - 617                                                  |
| 14 | 《南史》                             | Nán Shǐ       | Storia delle dinastie meridionali    | 80     | compilata da Lǐ Yánshòu (李延壽), 659                                          | 420 - 589                                                  |
| 15 | 《北史》                             | Běi Shǐ       | Storia delle dinastie settentrionali | 100    | compilata da Lǐ Yánshòu (李延壽), 659                                          | 368 - 618                                                  |
| 16 | 《舊唐書 / 旧唐书》                  | Jiù Táng Shū  | Libro dei Tang                       | 200    | diretto da Liú Xǔ (劉煦 / 刘煦), 945                                           | 618 - 906                                                  |
| 17 | 《新唐書 / 新唐书》                  | Xīn Táng Shū  | Nuovo libro dei Tang                 | 225    | compilato da Ouyáng Xiū (歐陽修 / 欧阳修) e Sòng Qí (宋祁), 1060               | 618 - 906                                                  |
| 18 | 《舊五代史 / 旧五代史》              | Jiù wǔdài shǐ | Storia delle Cinque Dinastie         | 150    | diretta da Xuē Jūzhèng (薛居正), 974                                           | 907 - 960                                                  |
| 19 | 《新五代史》                         | Xīn wǔdài shǐ | Nuova storia delle Cinque Dinastie   | 74     | compilata da Ouyáng Xiū (歐陽修 / 欧阳修), 1072                                | 907 - 960                                                  |
| 20 | 《宋史》                             | Sòng Shǐ      | Storia dei Song                      | 496    | diretta da Tuōtuō (脫脫), 1345                                                 | 960 - 1279                                                 |
| 21 | 《遼史》                             | Liáo Shǐ      | Storia dei Liao                      | 116    | diretta da Tuōtuō (脫脫), 1344                                                 | 916 - 1125                                                 |
| 22 | 《金史》                             | Jīn Shǐ       | Storia dei Jin                       | 135    | diretta da Tuōtuō (脫脫), 1344                                                 | 1115 - 1234                                                |
| 23 | 《元史》                             | Yuán Shǐ      | Storia degli Yuan                    | 210    | diretta da Sòng Lián (宋濂), 1370                                              | 1206 - 1369                                                |
| 24 | 《明史》                             | Míng Shǐ      | Storia dei Ming                      | 332    | diretta da Zhāng Tíngyù (張廷玉), 1739                                         | 1368 - 1644                                                |

## Edizioni moderne
La casa editrice cinese Zhonghua Book Company (Zhonghua ShujuP) ha pubblicato molte delle Storie attraverso un complesso progetto editoriale che ha visto coinvolti molti specialisti cinesi della materia. Tra il 1991 ed il 2003, l'opera è stata tradotta dal cinese tradizionale al cinese semplificato per opera di studiosi quali Xu Jialu.